# Зон Борис Вульфович
Зон Борис Вульфович (рос. Зон Борис Вульфович; 25 січня 1898, Сизрань — 10 червня 1966, Ленінград) — театральний режисер і педагог першої половини 20 ст. Заслужений артист РРФСР (1934)

## Життєпис
Народився у місті Сизрань неподалік Самари. Походив із освіченої родини, але далекої від театра, як і більшість осіб у провінціях. Але діти з художніми здібностями народжються скрізь, не тільки у столицях.
Батьки направили сина на навчання у Москву і Комерційний інститут. Згодом він перейшов ра юридичний факультет у Імператорський Московський університет. В Москві працювало декілька тертрів, куди навідувався і студент із провінції. Емоціям юнака театр відповідав більше, ніж закони римського права. Він покинув університет і подався у Школу-студію при Театрі Віри Коміссаржевської, котру закінчив. Починав як актор у театрі імені В. Ф. Коміссаржевської у Москві з 1917 року.
Декотрий час працював із мандрівними театрами у провінції. Тоді і почав нехтувати першою частиною свого прізвища і став просто Зон. 1920 року разом із черговою театральною трупою прибув у Петроград. Доленосною стала для Бориса Зона зустріч у Петрограді з театральним діячем Олександром Брянцевим, що вистував як театральний теоретик і натхненик заснування театрів для дітей і юнацтва. Борис Зон став прихильником ідей Брянцева і його помічником.

## Заснування театрів юних глядачів
Зрілі роки митця припали на період заснування театрів для дітей і юнацтва. Борис Вульфович активно підключився до цього процесу і брав участь у створенні подібних театрів і як актор, і як режисер. Почав працювати у Театрі юних глядачів у Ленінграді ще на вул. Моховій. Почалась його співпраця із Олександром Брянцевим (1881—1961) та Євгеном Шварцом (1896—1958). Як театральний режисер Борис Вульфович дав життя на сцені восьми п'єсам Євгена Шварца.
На той час Євген Шварц був драматургом-початківцем нікому не відомим. Разом із Борисом Зоном Євген Шварц створив виставу «Ундервуд». Вистава викликала скандал у ідеологів і її заборонили за ідеологічні помилки.
Про той період розповідав Лев Лурьє :
| Наприкінці 1920-х рр. на хвилі антиказкової політики прийшли жорсткі репертуарні норми для дитячих театрів: створювати не більше одної вистави класичного репертуара на сезон, казки на сцені не створювати. Першу радянську казку «Ундервуд», створену Зоном за твором Євгена Шварца, заборонили. Зон не бунтував, а почав пристосовуватись. Поставив декілька пропагандиських речей про роль піонерії у успіхах першого п'ятирічного плана і колективізації... Під цим прикриттям він реалізував на сцені вистави «Скарб» Євгена Шварца та «Зелена пташка» Карло Гоцці[3]. |

## Розкол Ленінградського ТЮГа і наслідки
1934 року пройшов розкол Ленінградського ТЮГа. Борис Зон став керівником тої частини, що створила так званий Новий ТЮГ. Цей новий театр мав і своїх драматургів, і своїх акторів, що стануть зірками радянського театра і кінематографа. Був період, коли до нового театра прихильно поставились і ленінградська влада, і критика, і глядачі. Згодом Новий ТЮГ отримав урядову нагороду — орден «Трудового Червоного прапора».
Але у СРСР розпочаті політичні репресії і почали зникати люди — селяни і робітники заводів, актори і студенти, літератори і радянські чиновники. Борис Зон розуміє, що вимушений рятуватися і славити комуністичний уряд і він пише статті, де схвалює сталінську конституцію тощо. Це була його сплата за право працювати в улюбленій театральній галузі… Але 1937 року був арештований його двоюрідий брат (це був Генріх Ягода). По знищенню Ягоди у НКВС були репресовані також п'ятнадцять (15) його найближчих родичів — батьків, дружину, п'ять сестер з їхніми чоловіками та ін.
Згодом арештували і рідного брата (Олександр Масін-Зон), відомого у тодішньому Ленінграді адвоката.
1941 року розпочалася війна на територіях вже СРСР. Новий ТЮГ був евакуйований з Ленінграда у місто Новосибірськ. Для Нового ТЮГа розпочалися часи важких випробувань — театр втрачав відомих акторів, частка котрих пішла на фронти. Театр мимоволі занепав.
По закінченні війни Борис Зон прибув у Ленінград і розпочав справу по відновленню Нового ТЮГа. Але прийшов наказ влади Новий ТЮГ ліквідувати як заклад… Борис Зон болісно сприйняв ліквідацію власного театра, бачили, як він (47-річний на той час) плакав.

## Галерея фото

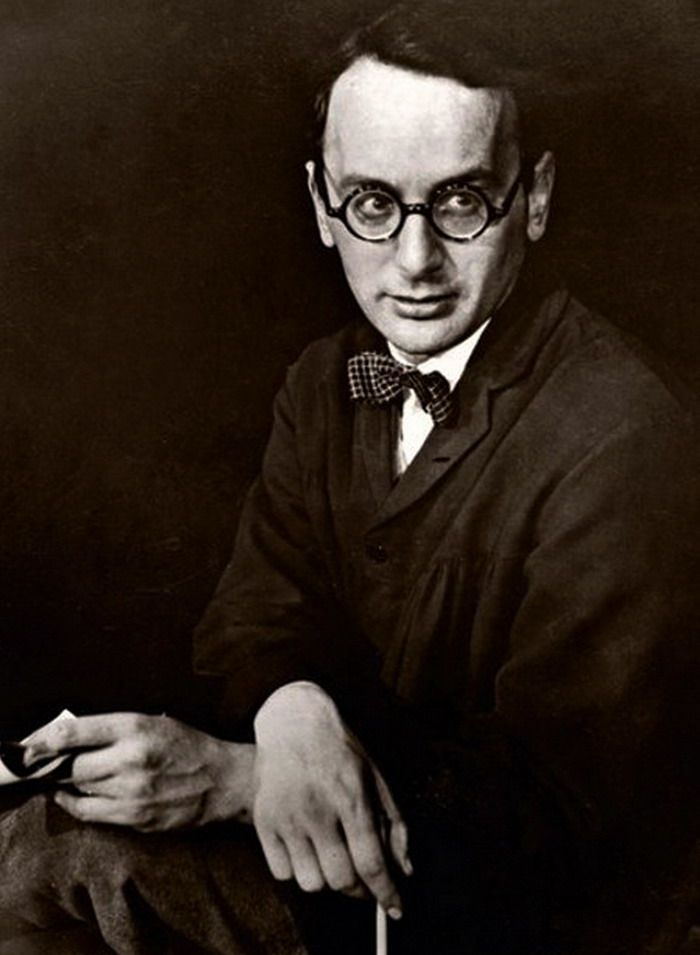
Зон Борис Вульфович 1934 р.
Борис Зон з випускниками 1935 року.
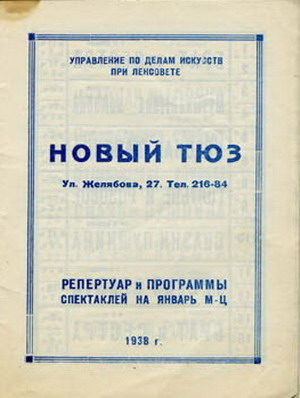
Театр Новий ТЮГ, репертуар на січень 1938 р.
Євген Шварц, вистава « Скарб». Режисер Борис Зон, 1933 р.
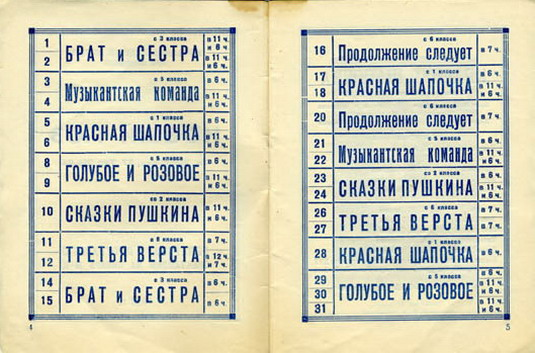
Театр Новий ТЮГ, репертуар на січень 1938 р. Дві сторінки репертуарного плана

## Борис Вульфович педагог
З 1923 року почав працювати театральним педагогом. У період 1933—1938 рр. навчався у Костянтина Станіславського. Цей період описав у книзі «Встречи со Станиславским», вперше надрукованій 1955 року.
Цим зустрічам із Станіславським та репетиціями у його студії передували незвичні події. Борис Зон, що мешкав у Ленінграді, щотижня чотири роки їздив потягом у Москву, аби бути присутнім на репетціях студії. А потім повертався додому, все цікаве і важливе нанотовував. Так був занотований період репетицій останніх років життя К. Станіславського.
Бориса Вульфовича педагога із вдячністю згадувало декілька поколінь театральної молоді (він був викладачем у Ленінградському театральному інституті з 1940 року.) Мав хист роздивитися і відкрити нового актора у абітурієнті-початківці. Відомо, що він узяв з першого показу на свій курс юнака із Севастополя Миколу Трофімова, котрого вважав непересічним комічним актором і режисер Георгій Товстоногов.

## Учні Бориса Вульфовича
- Кадочников Павло Петрович (1915—1988)
- Белінський Олександр Аркадійович (1928—2014)
- Пугачова Клавдія Василівна (1906—1996)
- Еммануїл Віторган (1939 р.н.)
- Мозговой Леонід Павлович (1941 р.н.)
- Шарко Зінаїда Максимівна (1929 р.н.)
- Корогодський Зіновій Якович (1926—2004)
- Антонова Ольга Сергіївна (1937 р.н.)
- Додін Лев Абрамович (1944 р.н.)
- Трофімов Миколай Миколайович (1920—2005)
- Аліса Фрейндліх (1934 р.н.)
- Агамірзян Рубен Сергійович (1921—1991) та інші.

## Покарання Бориса Зона
- 1945 р. ліквідація театра Новий ТЮГ
- 1951 р. Бориса Зона звільнили з викладацької посади. Він залишився без грошей і без роботи. Бориса Вульфовича рятували Борис Петрович Чирков та Клавдія Василівна Пугачова.
- 1953 р. він пристроївся у театр Коміссаржевської, але його звільнили знову.
- 1953 р. смерть Сталіна. Навесні по смерті Сталіна за активним втручанням Леоніда Макарьєва та уславленого актора Миколи Черкасова Бориса Зона відновили на посаді викладача у Ленінградському театральному інституті…

## Борис Вульфович колекціонер
На відміну від більшості театральних діячів Борис Вульфович не прикладався до чарки і не був жадібним до їжі. У вільні часи і у період фінансової стабільності витрачав гроші на одяг (був елегантно одягненим) і на колекції. Збирав грамплатівки і меблі доби класицизму і ампіру.

## Смерть
Борис Вульфович Зон помер у Ленінграді 10 червня 1966 року.